# Joseph Beck (Theologe, 1858)
Joseph Beck, auch Josef Beck (* 28. Oktober 1858 in Sursee, Schweiz; † 20. September 1943 in Sursee) war ein Schweizer katholischer Moraltheologe und Hochschullehrer.

## Leben
Joseph Beck wurde 1884 katholischer Priester und 1888 Professor für Moral und Pastoraltheologie.
Von 1891 bis zu seiner Emeritierung 1934 war Joseph Beck als Professor für Pastoraltheologie und Liturgik an der Universität Freiburg in der Schweiz tätig. Seine Rede beim Antritt des Rektorates der Universität Freiburg, die er am 15. November 1906 gehalten hatte, erschien in Druck.
Er war einer der Mitbegründer des schweizerischen Arbeiterverbandes, Redakteur einer Monatsschrift für christliche Sozialreform und Förderer der Frauenbildung.
Ab dem Jahre 1909 war er außerdem Gymnasialdirektor des Mädchengymnasiums Ste Croix.

## Schriften (Auswahl)
- Volkswirtschaft und Sittengesetz. Rede beim Antritt des Rektorates der Universität Freiburg, Schweiz, gehalten am 15. November 1906, Freiburg (Schweiz), 1908.
- Ueber Sozialpädagogik, Donauwört: Auer, 1911.
- Postulate zur Revision des schweizerischen Fabrikgesetzes, Luzern, o. J. [1911].
- Das Bundesgesetz über die Kranken- und Unfallversicherung, Luzern, 1912.
- Die kirchliche Armenpflege, Luzern, 1915.
- Die Grundfragen betreffend die staatsbürgerliche Erziehung. Rede auf dem konservativen Parteitag in Luzern, den 29. Juni 1916, Olten, 1916.
- Der neue Schulkampf. Erwägungen zum Programm Wettstein-Calonder, Olten, 1918.
- "Völkerbund?" Warnung an die Katholiken der Schweiz, Olten, o. J. [1920].
- Elternpflichten. Ein Zeitwort, Freiburg (Schweiz), 1927.
- Der heutige Sozialismus. Eine Orientierung, Winterthur, o. J. [1927].
- Johann Heinrich Pestalozzi: Zum 100jährigen Jubiläum seines Todes, 17. Februar 1827–17. Februar 1927, Einsiedeln, o. J. [1928].
- Darstellung und Kritik der liberalen und sozialistischen Erziehungslehre und Schulpraxis, Olten, o. J. [um 1930]
- (mit André Savoy): Die katholische Soziallehre und das Problem der Sozialversicherung, Freiburg (Schweiz), 1931.
- Methodisches Hilfsbuch für den Religionsunterricht. Neues Testament. Für die Hand des Lehrers, Stuttgart, o. J. [1932].